# Moleyurukaval, Heggadadevankote
Moleyurukaval là một làng thuộc tehsil Heggadadevankote, huyện Mysore, bang Karnataka, Ấn Độ.